# Hidrogenesse
Hidrogenesse es un grupo de pop electrónico español formado en Barcelona en 1996 por Carlos Ballesteros (voz) y Genís Segarra (teclados —este último también componente del dúo de pop Astrud—).

## Componentes
- Carlos Ballesteros (1974), voz
- Genís Segarra (1972), sintetizadores, vocoder y programaciones

## Historia

### 1996-2002
En activo desde 1996, no publicaron ningún trabajo hasta el recopilatorio Lujo y Miseria en 1998. En 2000 lanzaron su primer sencillo, Así se baila el siglo XX.
En su siguiente disco, Eres PC, eres Mac (2001), vuelven a hacer gala de su peculiar sentido del humor. Este EP incluye una versión de Technical (you're so), un tema de The Magnetic Fields, grupo del que se declaran devotos.
Un año después sacan su primer álbum, Gimnàstica passiva, compuesto por diez canciones cuya temática abarca desde Góngora hasta Kurt Cobain pasando por The Smiths, los caballitos de feria, y un sinfín de referencias que forman parte de su extravagante imaginería.
Desde el lanzamiento de Gimnàstica passiva en 2002 hasta Animalitos en 2007 actuaron muy poco en directo, ya que Genís forma parte también de Astrud, grupo que goza de mayor éxito, por lo que Hidrogenesse es considerado más bien un proyecto paralelo y menor.

### 2007-2011
En 2007 publicaron su segundo álbum, Animalitos, grabado con Alfonso Melero, batería del grupo murciano Hello Cuca. Son básicamente temas que giran en torno a los animales como Disfraz de tigre y Caballos y ponis, aunque también incluyen versiones, como El vestir d'en Pasqual, un número de music-hall catalán, popularizada en los años 70 por Guillermina Motta. Todo ello con influencias del glam rock, guitarras sucias, sintetizadores analógicos y algún riff de saxofón.
Tras la salida de Animalitos actuaron en Aragón, Comunidad Valenciana, Comunidad de Madrid, Andalucía, País Vasco, Castilla-La Mancha, Castilla y León, Galicia, Región de Murcia, La Rioja y Cataluña.
En 2008 publicaron Bestiola, que según ellos es un epílogo al año 2007 e incluye los temas que más han tocado en directo, nuevas grabaciones de temas antiguos, descartes de Animalitos y una versión del grupo Feria.
En 2009 hicieron una serie de conciertos por los Estados Unidos (Nueva York, Chicago y Los Ángeles) y por México (Ciudad de México, Monterrey y Tijuana).
En esta época también participaron en un homenaje al grupo Surfin' Bichos, versioneando su canción Fuerte.

#### Hidrogenesse versus The Hidden Cameras
En 2010 Hidrogenesse colaboran con la banda canadiense The Hidden Cameras y editan Hidrogenesse versus The Hidden Cameras, un miniálbum en el que rehacen 5 canciones del disco Origin:Orphan de The Hidden Cameras.

#### Instalación artística de Hidrogenesse
En 2010 presentan Moix, una canción basada en un fragmento del libro de viajes de Terenci Moix 'Terenci del Nil' y realizada para la exposición 'Genius loci' de la Fundació Joan Miró en Barcelona 2011. Hidrogenesse crearon una instalación con dos estatuas funerarias y diferentes objetos 'encontrados' a modo de parodia de un museo arqueológico. Uno de los objetos de la instalación era una mastaba construida con los restos del catálogo de Austrohúngaro (2000-2010) descatalogados y devueltos por la antigua distribuidora del sello. Todo el proyecto es un homenaje a Terenci Moix.

## Presente

### Un dígito binario dudoso
El mes de marzo de 2012 dan a conocer su proyecto centrado en Alan Turing, que documentan en la web Turing Bits y que concluye con la edición del disco Un dígito binario dudoso. Recital para Alan Turing presentado en directo en forma de recital en los conciertos de la gira española de The Magnetic Fields de 2012.
El disco obtiene excelentes críticas siendo elegido "Disco del Año Nacional" para la revista Rockdelux y ganando el "Mejor álbum de música electrónica" en los Premios de la Música Independiente organizados por la Unión Fonográfica Independiente. Sus ocho canciones versan sobre la vida y obra de Alan Turing. La primera canción El beso indica "esta canción es un beso para despertar a Alan Turing". El álbum continua adentrándose en momentos cruciales en la vida de Alan Turing como la tragedia adolescente (Christopher) y las contradicciones entre la vida pública y los asuntos privados (Enigma). Otras canciones se inspiran más en sus ideas y sus trabajos: la prueba que propuso para distinguir a humanos de computadoras (CAPTCHA Cha-Cha), el software que desarrolló para que una computadora redactara cartas de amor (Love letters) o su papel clave en el desarrollo del ordenador moderno (Historia del mundo contada por las computadoras).
En 2013 editan su primera referencia fuera de España El artista. Se trata de un sencillo con tres canciones para el sello Mexicano ValeVergas. La letra de El artista surge a raíz de unas declaraciones del realizador catalán Albert Serra.
Dedican gran parte de 2013 a realizar la producción del tercer disco de sencillos, titulado Rea, elegido "Mejor disco español" de 2014 por la revista Rockdelux, y viajan nuevamente a México para actuar en el Festival Nrmal.

### Roma
En 2014 retoman la grabación de su último disco, Roma, que empezaron a grabar en 2009 y que aplazaron para realizar el disco homenaje a Alan Turing y varios trabajos de producción (Lidia Damunt, Espanto y Single). En verano estuvieron durante una semana en la Academia de España en Roma acabando de fijar las estructuras y las letras de las canciones y grabando los pianos de la Academia. A la vuelta de Roma dedicaron el resto del año a grabar y mezclar las canciones en su estudio de Barcelona. El disco se publica en enero de 2015. En el disco colaboran Jérémie Orsel, del grupo francés Dorian Pimpernel, y Joel Gibb, de The Hidden Cameras, aportando voces y Roc Jiménez, del grupo Evol, tocando bocinas.
En abril de 2015 visitan por primera vez Sudamérica realizando conciertos en Argentina, (ofreciendo recitales en Buenos Aires y Córdoba), Uruguay, Chile y Perú. Editan con el sello platense Laptra un disco compilado de singles, rarezas, versiones, canciones de sus últimos discos y también un tema inédito del autor Argentino Pepe Iglesias.
El disco Roma gana el premio a "Mejor grabación electrónica" en los Premios de la Música Independiente (MIN) 2016

### Joterías bobas
En mayo de 2019 publican el disco "Joterías bobas", un disco con nuevas influencias y sonidos (mambo, danzón, cha-cha, dub, canción popular) que se añaden a su particular pop electrónico. Varias canciones están inspiradas en la gente, las historias y los lugares que Hidrogenesse han conocido en sus viajes por América Latina, y en especial en México. 
En septiembre de 2018 empezaron la grabación en el pequeño estudio de París de un Jérémie Orsel, músico y coleccionista de instrumentos. Es la primera vez que graban fuera de su estudio de Barcelona y usan instrumentos que no sean sus propios sintetizadores y teclados. En este disco vuelven a utilizar el sampler como herramienta creativa usando el Emulator II y aplicaciones actuales de sampleo digital para trabajar con muestras vocales, percusiones e instrumentos acústicos. Otro instrumento ampliamente usado en el disco es el Variophon (sintetizador de viento desarrollado por la Universidad de Colonia en 1975) que imita diferentes timbres de clarinetes, oboes o trombones gracias a un sistema en el que hay que soplar para que el sintetizador suene.
Con las canciones medio grabadas en París, volvieron a su estudio de Barcelona y continuaron grabando y sampleando, lo mezclaron todo y completaron las diez canciones del nuevo disco.
En el disco colaboran cantando y haciendo coros La Terremoto de Alcorcón, Elsa de Alfonso, Ibon Errazkin y Teresa Iturrioz de Single y Jeremie Orsel.
De marzo a abril de 2019 viajan a México para realizar un tour de siete fechas  y preparan junto al artista mexicano Arturo Lugo el espectáculo coreográfico y visual "Salón Talismán" junto a cinco bailarines en el que se estrenan 5 canciones del disco "Joterías bobas". El espectáculo se estrenó en el Foro Periplo de Guadalajara y en el Centro Cultural de España de Ciudad de México.

### Humor absurdo / ¿De qué se ríen los españoles?
En 2019 reciben la propuesta de la comisaría Mery Cuesta de crear una pieza musical para la exposición “Humor absurdo: una constelación del disparate en España” que se inaugura en enero de 2020 en el Centro de Arte Dos de Mayo de Madrid. El encargo se transforma en el álbum ¿De qué se ríen los españoles? que se publica en mayo de 2020 y que recopila las canciones presentadas en la exposición a modo de antología musical del humor absurdo en el que se citan célebres momentos y representantes del humor absurdo: desde Ramón Gómez de la Serna, Salvador Dalí, Martes y Trece a Chiquito de la Calzada o La Hora Chanante. El disco también incluye otras piezas inspiradas y desarrolladas a partir de las obras expuestas como el tema "S. U. S. (Colón Era Una Mujer)" a partir de la teoría de  María Dolores de la Fe que expuso en el programa 'Directísimo' de Televisión Española en 1975  o la versión del  'Pasodoble de los esqueletos', compuesto por Miguel Mihura y Daniel Montorio para la película 'Una de miedo', dirigida por Eduardo García Maroto en 1935.
Durante los primeros días del confinamiento graban el tema "Otro lado (Caramelo house)"  versión del artista de Granada Chico Blanco que a su vez remezcla "La carta exagerada" bumpin mix y que forma parte del cortometraje “La casa exagerada” dirigido por Hidrogenesse .

### Jo Jo Bo Bo
En 2022 publican Jo Jo Bo Bo un álbum con nuevas versiones, secuelas, alargamientos, improvisaciones a partir de las pistas grabadas Joterías bobas. En el disco participan JARV IS (Jarvis Cocker) remezclando el tema “Brujerías jotas”. 

### Cielo repleto de naves extraterrestres
En 2022 hacen la banda sonora de “La Alarma” filme de ciencia ficción de 52 minutos de duración, cuarto episodio de la segunda temporada de las nuevas “Historias para no dormir” de Chico Ibáñez Serrador dirigido por Nacho Vigalondo y protagonizada por Roberto Álamo, Carlos Areces, Neus Sanz, Jordi Coll, Aníbal Gómoez y Javier Gurruchaga que se presenta en el Festival de Sitges . 
La música que se hizo para ese episodio se publica con el nombre Cielo repleto de naves extraterrestres y supone el primer disco instrumental de Hidrogenesse. Vigalondo pidió a Hidrogenesse una música densa que reforzara esta atmósfera opresiva de la película y que contrarrestara el histrionismo deliberado de algunas situaciones e interpretaciones. 

### Ciutat de sorra
En 2023 hacen la música para «Ciutat de sorra» (Ciudad de arena) una exposición sobre la ciudad de Barcelona del artista David Bestué comisariada por Marta Sesé en Fabra i Coats Centre d'Art Contemporani de Barcelona (de junio a octubre de 2023).
Hidrogenesse participan con una suite de 12 minutos titulada «Ciutat de sorra». Son nueve canciones breves que comparten un mismo estribillo, en el que se define a Barcelona como una «ciudad de arena que todo lo tritura», que está en constante proceso de destrucción para seguir adelante. Estas canciones fueron creadas para sonar en una instalación de tres pantallas de video que proyectaban sucesos, noticias, titulares y fotos de Barcelona publicadas en La Vanguardia de 1979 a 2011. La música tenía que durar 12 minutos para coincidir con el video.
Una vez terminada la exposición se publica el disco con la música hecha para la exposición. La portada del disco es un fotografía de Martí Llorens de 1988 de las playas de Barcelona llenas de escombros de la zona industrial durante la construcción de la Vila Olímpica.
Presentan el disco en una actuación en directo en el programa Late xou del presentador Marc Giró y son entrevistados en el Telediario de La2 de TVE  y en betevé 

### La Mesías / Stella Maris
Participan en la serie La mesías escrita y dirigida por Javier Ambrossi y Javier Calvo escribiendo las canciones originales de la serie que interpreta el grupo musical ficticio Stella Maris. La serie se estrenó en el Festival Internacional de Cine de San Sebastián el 29 de septiembre de 2023. 
Hidrogenesse componen música y letra y producen las canciones que cantan las actrices Amaia Romero, Cristina Rueda, Mabel Olea, Valeria Collado, Ània Guijarro y Sara Roch. Las canciones de la serie interpretadas por Stella Maris se publican en noviembre de 2023 con el título "La casa huele a gloria" 

## Hidrogenesse como productores
Hidrogenesse han remezclado a artistas como La Bien Querida, Los Punsetes, Fangoria o Jarvis Cocker (Jarv Is). En 2011 remezclaron El último día de las vacaciones del grupo Espanto incluido en su álbum Errísimos y Luz de piedra de Luna, canción de la artista chilena Javiera Mena publicada en el álbum Mena de 2010.
Han hecho de productores/arreglistas para discos de otros artistas como Feria o Single. En 2012 han producido el tercer disco de Lidia Damunt Vigila el fuego y el disco Rock'n Roll de Espanto.
En 2014 producen el álbum "Rea" del grupo Single. 
En 2021 participan en la filmación de la película musical Stop dirigida por Stanley Sunday y protagonizada por el grupo Doble Pletina. Producen las cuatro canciones de Doble Pletina que se incluyen en la película y también la música incidental Stop. Siete escenas de la película. 
En 2024 coproducen «El Destello», un tema conjunto y primera colaboración musical de Juanjo Bona y Martin Urrutia.

### Remezclas
- Algora - Poesía anti-vértigo
- La Bien Querida -  9.6 French hot-dog remix and 9.6 Rendevouz Americain
- Fangoria - Lo poquito agrada y lo mucho enfada (versión Vedette por Hidrogenesse)
- Los Punsetes - Mono y galgo
- Espanto - El última día de las vaciones
- Javiera Mena - Luz de piedra de luna
- Chucho - Un inmenso placer
- Joe Crepúsculo - Música para adultos
- Lidia Damunt - El túnel
- Fangoria - Fantasmagoria
- Jarvis Cocker - Children of the echo (Tam Tam Hidrogenesse remix)
- Christina Rosenvinge - Ese chico

## Influencias
Según ellos mismos sus influencias más directas son The Smiths y Morrissey, The Associates, Sparks, Saint Etienne, Lawrence, Deee-Lite, Pet Shop Boys y The Magnetic Fields. Sin embargo también muestran influencias de grupos de los años 70 como los alemanes Kraftwerk y La Düsseldorf y el glam de los ingleses The Glitter Band.

## Discografía
- Así se baila el siglo XX, CD-Single (2000)
- Eres PC, eres Mac, EP (2001)
- Gimnàstica passiva, CD-Album (2002)
- Animalitos, CD-Album (2007)
- Bestiola, CD-Album (2008)
- Hidrogenesse versus The Hidden Cameras, EP (2010)
- Single: Vamos a casarnos/Hidrogenesse: Llévame a dormir, 7" compartido Golden Greats #1 (2011)
- Un dígito binario dudoso. Recital para Alan Turing, CD-Album (2012)
- El artista (single), Single 7" (2013)
- Hidroboy [2013], Flexi-disc 7" Golden Greats #3 (2013)
- Roma-(album), Album LP y CD (2015)
- Most, Recopilatorio CD (2015)
- No hay nada más triste que lo tuyo, 7" junto al grupo Single BSO de la película mexicana Distancias Cortas (2016)
- Nada, 7" junto a Doble Pletina (2016)
- Joterías bobas, LP, CD-Álbum (2019)
- ¿De qué se ríen los españoles?, Miniálbum LP (2020)
- Jo Jo Bo Bo, LP, CD - Álbum, (2022)
- Super Sara, Single 7", - versión de Sara Montiel, Golden Greats #10(2022)
- Jo Jo Bo Bo (Dubs), EP (2022)
- Cielo repleto de naves extraterrestres, CD - Álbum, (2023)
- Ciutat de sorra, CD - Álbum, (2023)